# Henri Ier (margrave d'Autriche)
Pour les articles homonymes, voir Henri Ier.
Henri Ier, dit « le Fort » (der Starke en allemand), est un prince de la maison de Babenberg né vers 965 et mort le 23 juin 1018. Fils aîné de Léopold Ier et de son épouse Richardis de Sualafeldgau, il est le second margrave d'Autriche de la maison de Babenberg, de 994 jusqu'à sa mort. De son règne date la première mention connue du nom Ostarrichi, à l'origine du nom Österreich, dans un document de 996.

## Biographie
Henri est le fils aîné de Léopold Ier, nommé margrave d'Autriche par l'empereur Otton II en 976, et de son épouse Richwarda (morte en 994, également nommée Richarda et Richeza), probablement la sœur ou la demi-sœur du comte Marchward Ier d'Eppenstein et la fille d'Ernest IV, comte bavarois dans le Sualafeldgau.
Il arrive au pouvoir après la mort de son père le 10 juillet 994 et réside à Melk. Son frère cadet Ernest est nommé duc de Souabe par le roi Henri II en 1012 et épouse Gisèle, fille du duc défunt Hermann II, tandis que ses frères Poppon et Léopold sont respectivement élus archevêque de Trèves en 1016 et archevêque de Mayence en 1051.
Après la mort de l'empereur Otton II, son fils Otton III, élu roi des Romains en 983 et couronné empereur par le pape Grégoire V en 996, prend le pouvoir. Pour poursuivre la politique d'Église d'Empire (Reichskirchensystem) des Ottoniens, le souverain privilégie notamment l'évêque Pilgrim de Passau, issu d'une famille de vieille noblesse en Bavière, en termes de propriété foncière, afin qu'il joue un rôle dans la gestion de la marche d'Autriche et consolide le pouvoir impérial.

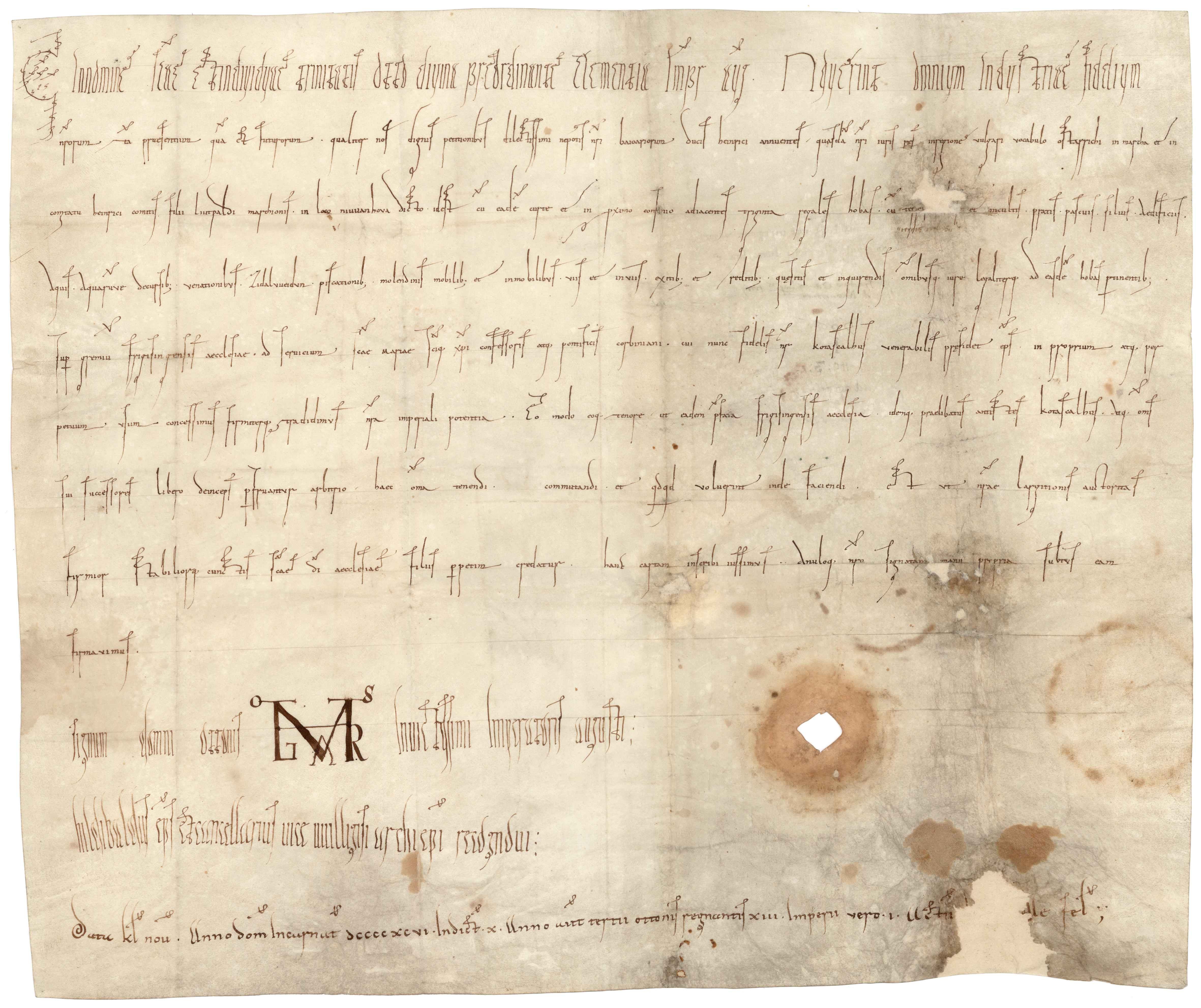
L'acte dOstarrichi (996).

La plus ancienne mention écrite d'Ostarrichi, duquel naît plus tard le nom allemand Österreich (Autriche), se trouve dans un acte établi à Bruchsal en Franconie le 1er novembre 996. Cet acte traite d'une donation d'un territoire de 950 hectares de domaines par l'empereur Otton III à l'évêque de Freising Gottschalk de Hagenau (de). Ce territoire se situe dans la « région communément appelée Ostarrichi » (regione vulgari vocabulo Ostarrichi) par laquelle il désigne la région autour du manoir de Neuhofen an der Ybbs (in loco Niuuanhova dicto), dans l'actuelle Basse-Autriche. 
Après le dècès d'Otton III en 1002, son cousin le duc de Bavière Henri II lui succède. Il donne au margrave Henri Ier de nombreux domaines le long des rivières Liesing et Triesting ainsi qu'entre le Kamp et la Morava, près de la frontière orientale avec la Hongrie. L'évêché de Passau et l'archidiocèse de Salzbourg, les diocèses de Frisingue et de Ratisbonne, ainsi que l'abbaye de Tegernsee acquièrent également de nouvelles possessions dans la région.
Henri Ier  est impliqué dans la guerre germano-polonaise (1002-1018), lorsque les forces de Boleslas Ier occupent la Moravie au nord. Selon le chroniqueur Dithmar, il parvient à défendre la frontière lors de plusieurs affrontements. Les chroniques de Dithmar parlent également de Colman de Stockerau ou Coloman, un moine irlandais ou écossais, de lignée royale, qui a entamé un pèlerinage en Terre sainte et, soupçonné d'espionnage, est arrêté, torturé et exécuté à Stockerau le 18 octobre 1012. Deux ans après, le margrave et l'évêque Mégingaud d'Eichstätt firent transporter sa dépouille mortelle à la résidence de Melk. 
Henri Ier meurt subitement en 1018 sans laisser d'enfants. Son frère Adalbert lui succède.

## Source
- (de) Cet article est partiellement ou en totalité issu de l’article de Wikipédia en allemand intitulé « Heinrich I. (Österreich) » (voir la liste des auteurs).